# باولينيو (لاعب كرة قدم، مواليد 1981)
باولو سيزار رودريغوس ليما (10 يونيو 1981 - ) هو لاعب كرة قدم برازيلي في مركز الوسط. لعب مع نادي بارانا وC.D. Aspirante ‏ وماريليا أتلتيكو ‏ وBrujas F.C. ‏ ونادي سانتانيكوس أسوشيتد وسان سلفادور ‏ وأونسي مونيسيبال ‏ وإيراتي الرياضي ‏ وC.D. Juventud Independiente ‏ وC.D. Pasaquina ‏ وAssociação Atlética Batel ‏ ونادي لويس أنخيل فيربو.